# San Carlos de Guaroa
San Carlos de Guaroa – miasto w Kolumbii, w departamencie Meta.